# Mädelegabel
Die Mädelegabel ist ein 2645 m ü. NHN hoher Nebengipfel der Hochfrottspitze in den Allgäuer Alpen. Dort stellt sie den vierthöchsten Gipfel mit bis zu 400 Meter hohen Wänden aufgebaut aus dem Hauptdolomit.

## Lage Umgebung

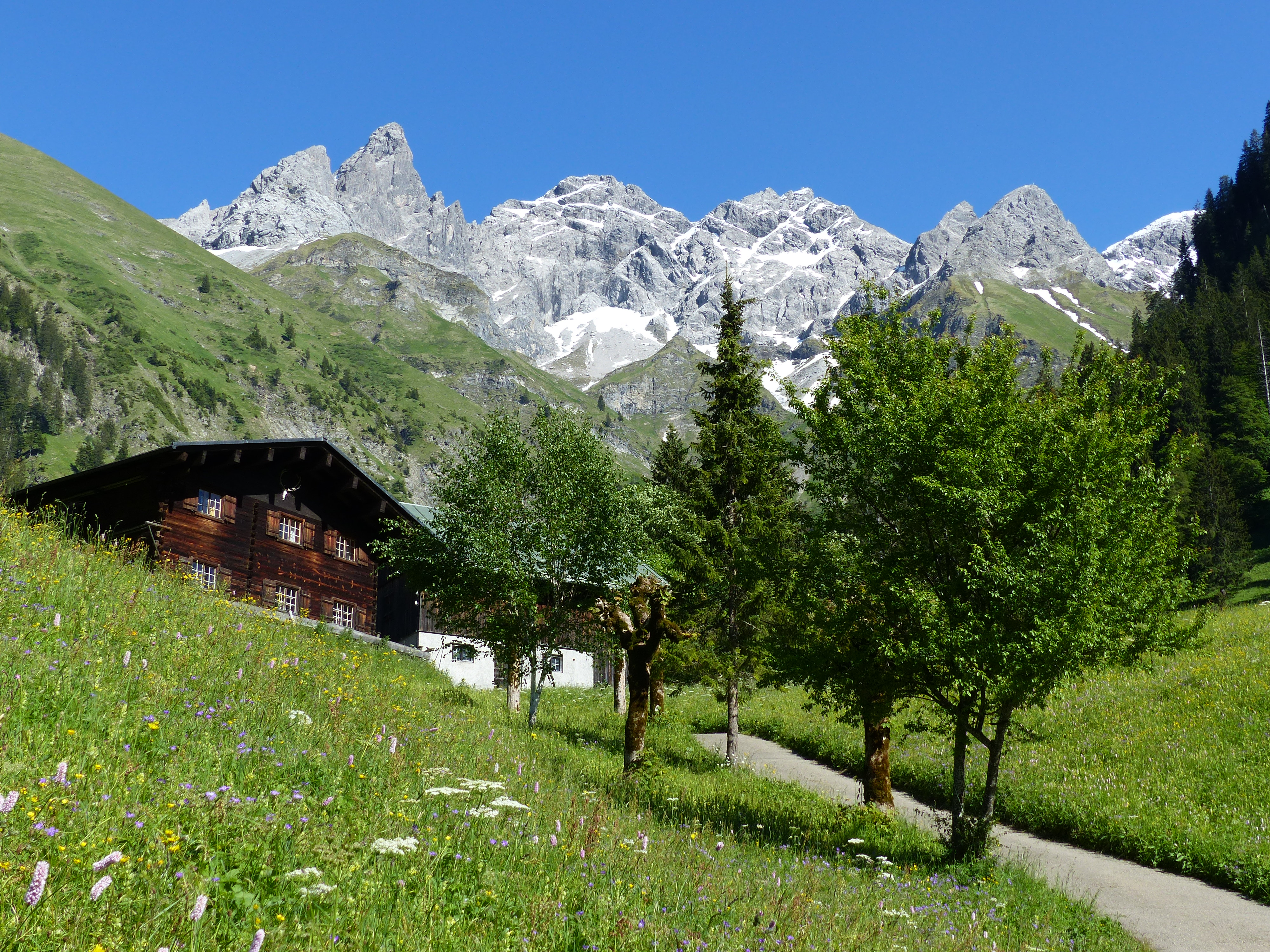
Trettachspitze, Mädelegabel und Hochfrottspitze von Einödsbach

Zusammen mit der niedrigeren Trettachspitze (2595 m ü. NHN) und der höheren Hochfrottspitze (2649 m ü. NHN) bildet die Mädelegabel das oft bewunderte Dreigestirn oberhalb von Einödsbach. Der Name stammt von Mähder (eine gemähte Bergwiese) in der Nähe; Gabel rührt vom Erscheinungsbild des Dreigestirns nach Norden, das an eine Gabel erinnert. Ursprünglich war Mädelegabel die Bezeichnung für alle drei Gipfel des Dreigestirns, erst später erfolgte eine Unterscheidung.
Über den Grat verläuft die Grenze Deutschlands zu Österreich.
Auf der Süd-Ost-Seite befindet sich der Schwarzmilzferner, ein kleiner Gletscher.
Südlich unterhalb des Gipfels führt der Heilbronner Weg vorbei.

## Besteigung
Die Mädelegabel ist vom Heilbronner Weg aus schnell zu erreichen. Hierzu zweigt man vom Heilbronner Weg auf dem Rücken kurz oberhalb des Schwarzmilzferners ab und folgt in 30 Minuten der markierten Route mit Kletterei bis UIAA I+, die wegen ihrer geringen Ausgesetztheit und dem festen Fels ziemlich unproblematisch ist. Entsprechend viele Besucher hat der Gipfel.
Als Hüttenstützpunkte kommen Waltenbergerhaus (Gehzeit zum Gipfel 2,5 h), Kemptner Hütte (2,75 h) und Rappenseehütte (5 h) in Frage. Vom Lechtal aus – ggf. mit Übernachtung auf der Kemptner Hütte – ist die Mädelegabel eine beliebte Frühjahrsschitour.
Die Erstbesteigung wird wohl bei Vermessungsarbeiten in den Jahren 1818/19 und bei Arbeiten der Grenzkommission im Jahre 1835 vollzogen worden sein. Gesichert ist eine Besteigung im Jahre 1852 durch Otto Sendtner auf dem heutigen Normalweg.

## Gipfelkreuz
Das Gipfelkreuz wurde am 13. August 1961 von der Kolpingsfamilie Gersthofen (Landkreis Augsburg) unter dem Vorsitzenden Alfred Steiner errichtet. Am selben Tag wurde in Berlin mit dem Bau der Mauer begonnen. Das Kreuz steht aber noch heute (Stand 2021) im Original. Am Kreuz findet sich eine Gedenktafel mit der Inschrift: „Dieses Kreuz wurde am 13. August 1961 errichtet. Am gleichen Tag wurde in Berlin die Mauer gebaut. Nach 28 Jahren  ist die Mauer gefallen. Das Kreuz steht noch. Gott sei Dank - 13. August 1991“.

## Bilder

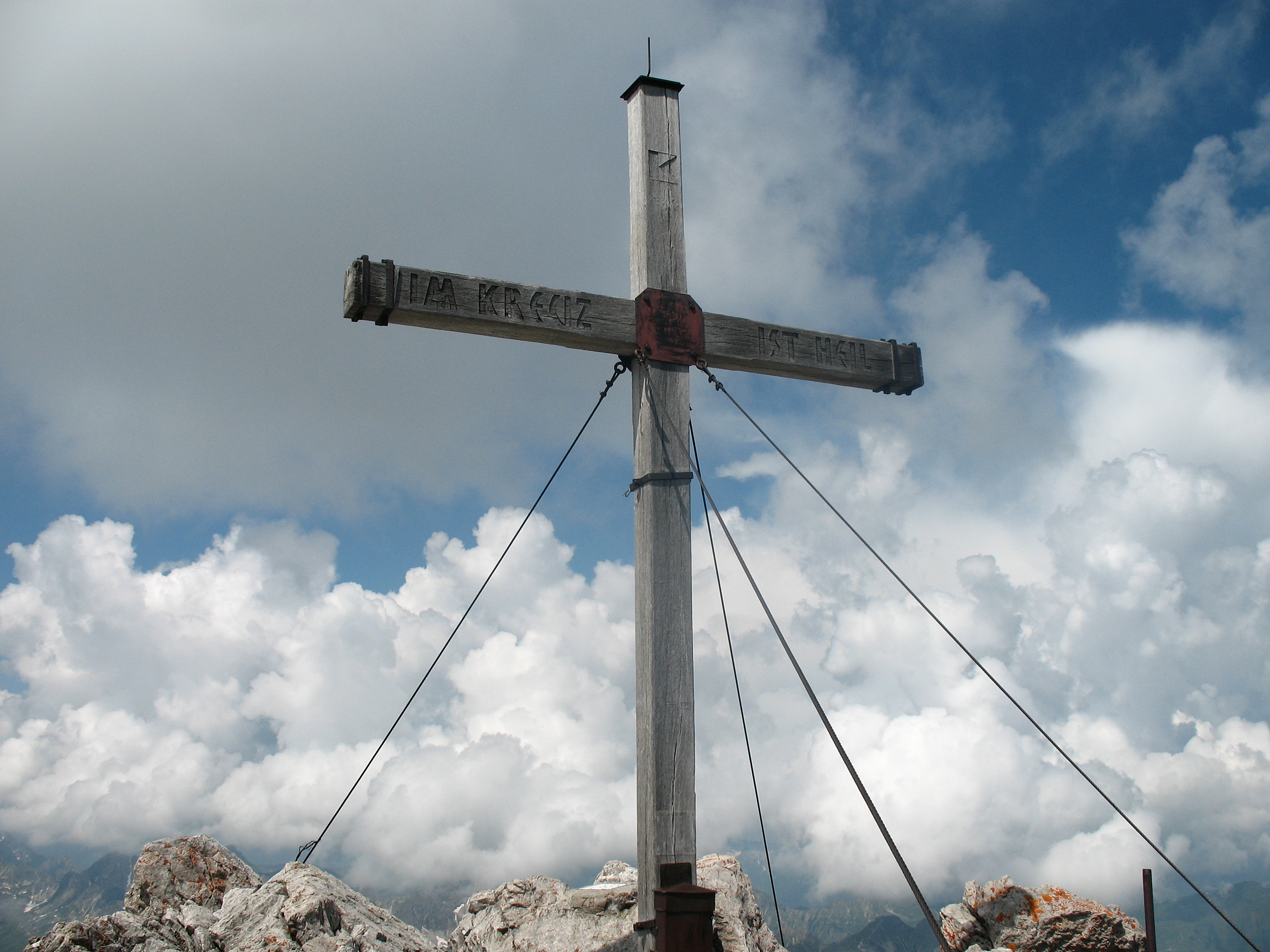
Gipfelkreuz
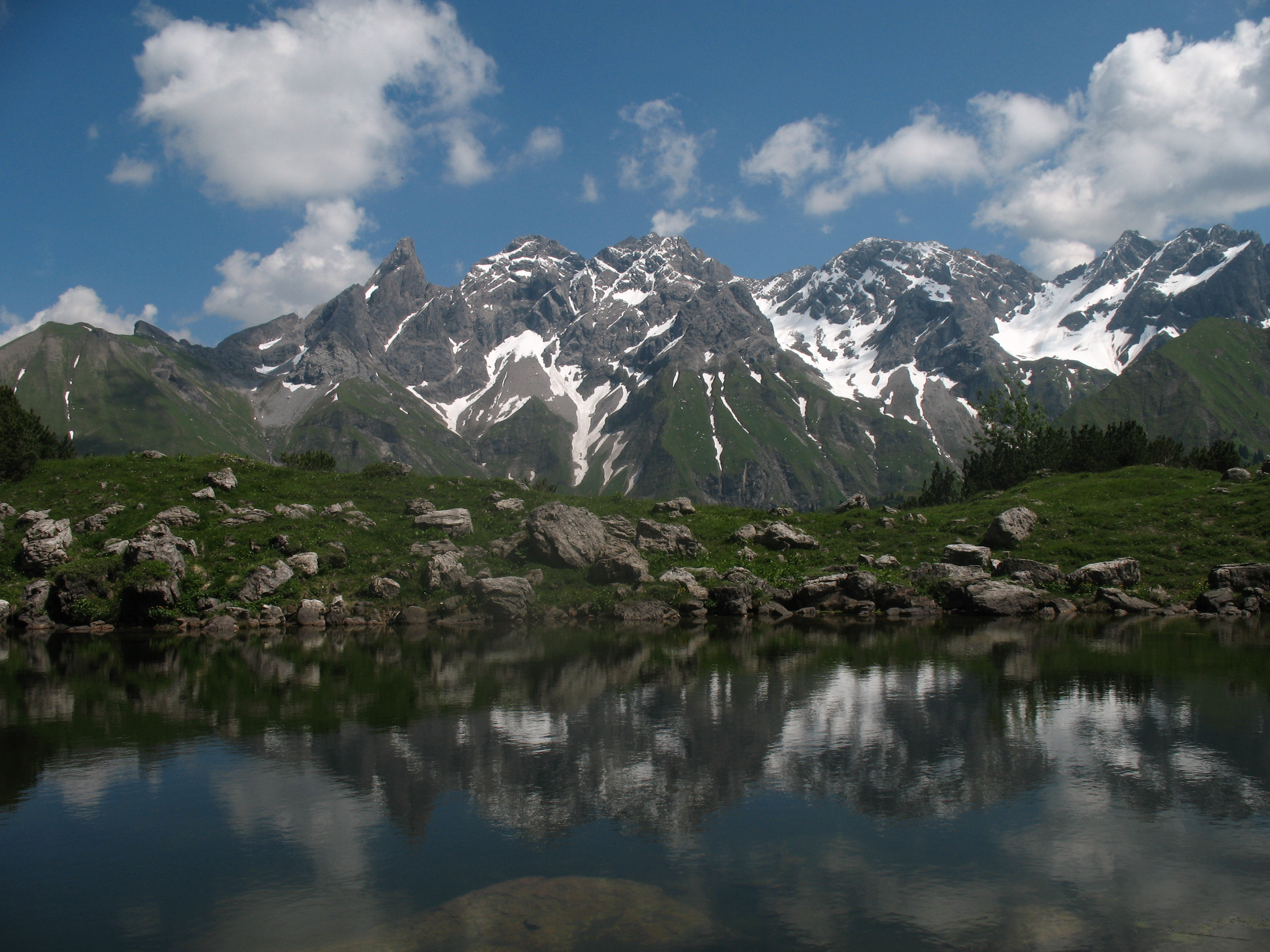
Mädelegabelgruppe vom Guggersee aus Nordwesten
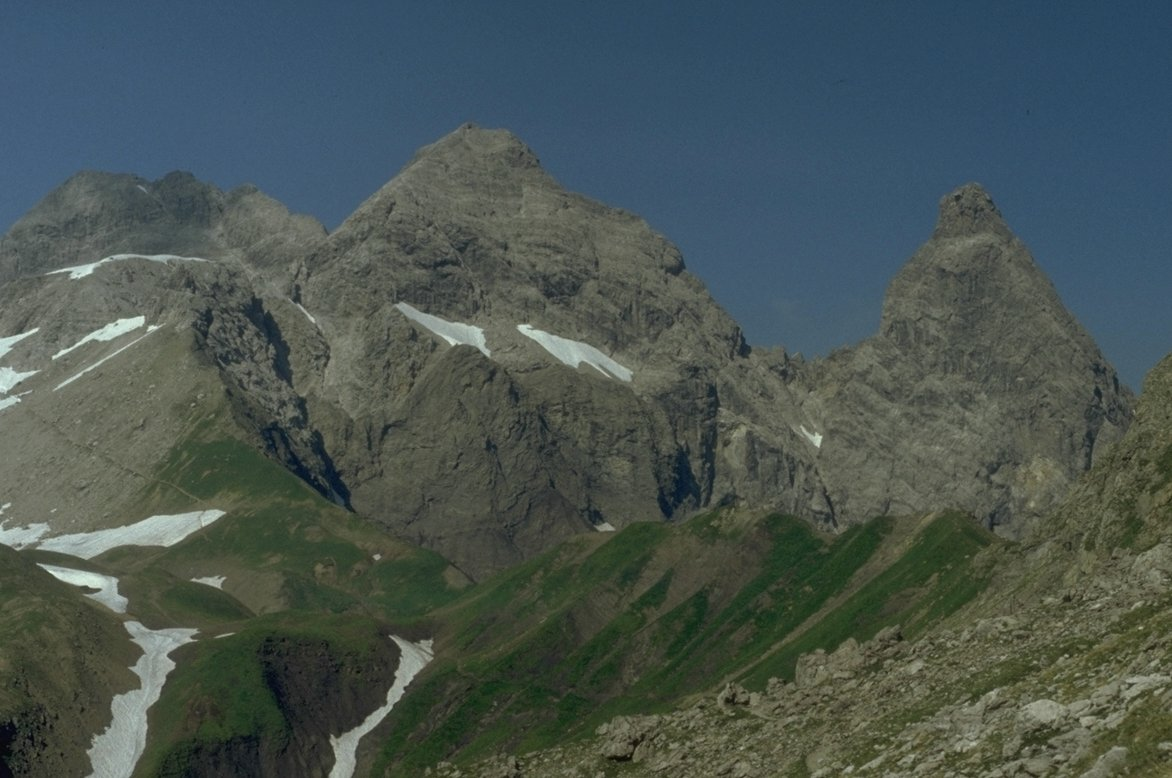
Hochfrottspitze (links), Mädelegabel (Mitte) und Trettachspitze (rechts) von Osten.
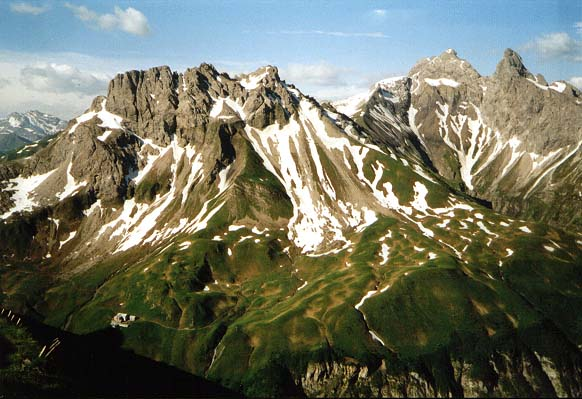
Blick zur Mädelegabel (zweiter Gipfel von rechts) – links der Kratzer und links davor die Kemptner Hütte